# Museo de Prehistoria e Historia Temprana de Berlín
El Museo de Prehistoria e Historia Temprana (en alemán, Museum für Vor- und Frühgeschichte) es un museo estatal de Berlín  que constituye uno de los principales museos arqueológicos de Alemania y de las mayores colecciones suprarregionales de hallazgos prehistóricos de Europa. Anteriormente, estaba ubicado en el antiguo edificio del teatro de Carl Ferdinand Langhans, junto al Palacio de Charlottenburg, y abarcaba seis salas de exposiciones en tres pisos. Desde octubre de 2009, las exposiciones del museo se exhiben en el Neues Museum en la Isla de los Museos.
Además de una exposición permanente, alberga regularmente exposiciones temporales. Adjunto al museo hay una biblioteca especializada en arqueología prehistórica con más de 50.000 volúmenes. Además, el museo alberga la Comisión para la exploración de colecciones y documentos arqueológicos del noreste de Europa Central, un proyecto para el estudio de los calendarios del antiguo Egipto, y otros organismos.

## Historia

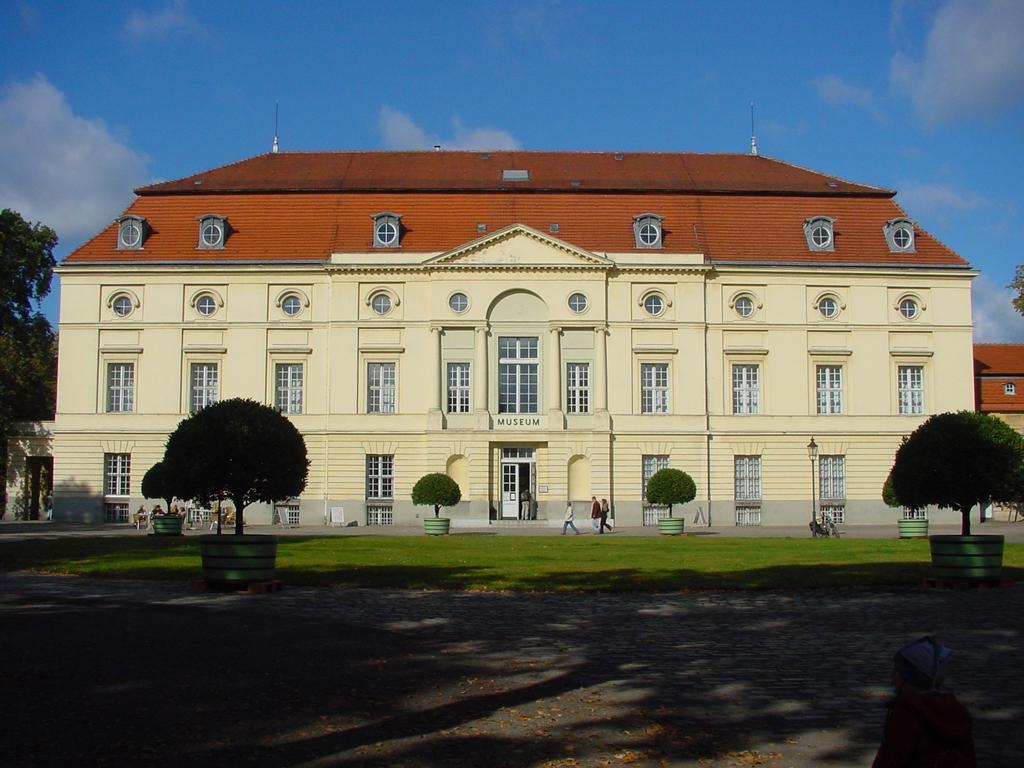
Antiguo edificio del Museum für Vor- und Frühgeschichte en Charlottenburg

La colección se remonta al Gabinete de curiosidades y luego a la colección de arte de los Hohenzollern, quienes reunieron una colección inicial de hallazgos antiguos a partir de 1830 en Schloss Monbijou bajo el nombre "Museum Vaterländischer Altertümer" (Museo de Antigüedades Nacionales ). Más tarde, la colección se trasladó primero al Neues Museum, luego, en 1886, al Museo Etnográfico (Prinz-Albrecht-Strasse) y en 1921 a Martin-Gropius-Bau, donde pasó a llamarse "Staatliches Museum für Vor- und Frühgeschichte "en 1931. Los patrocinadores financieros del museo y los contribuyentes de material incluyeron a Rudolf Virchow y Heinrich Schliemann.
Después de la Segunda Guerra Mundial, la Unión Soviética confiscó parte de las colecciones.
El Museo se trasladó a Schloss Charlottenburg (entonces Berlín Occidental) en 1960. Después de la reunificación alemana, se incorporó la colección del "Museum für Vor- und Frühgeschichte" de Berlín Oriental.

## Salas de exposición

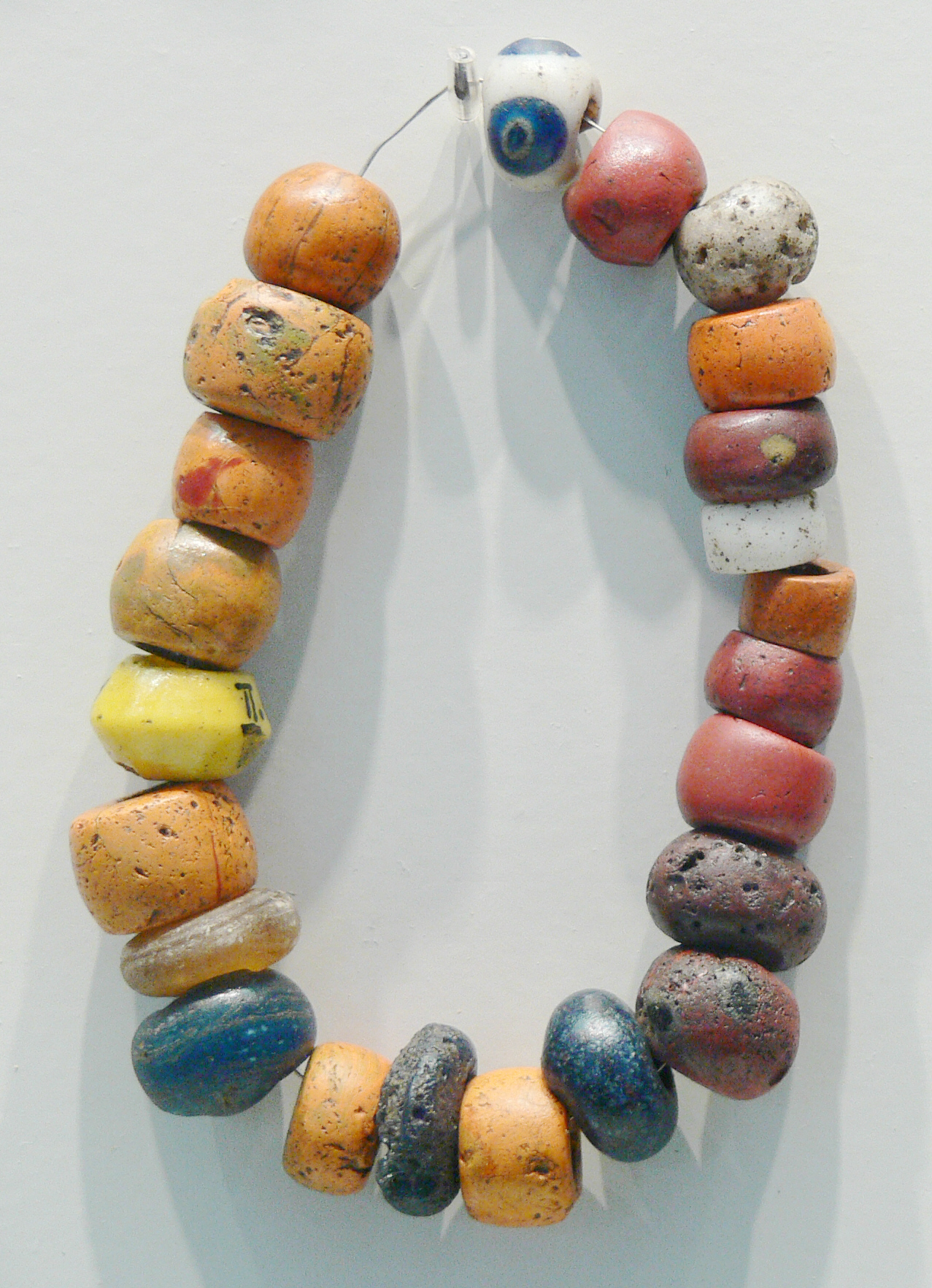
Hallazgo de Prusia Oriental (Jucknaitschen o Germau) - Collar del o d. C.

La visita al museo se realiza en forma de circuito. Incluye las siguientes salas:

### Rudolf-Virchow-Studio
El Rudolf-Virchow-Studio (Sala 1) contiene una descripción general de la historia tecnológica de la Edad de Piedra, la Edad del Bronce y la Edad del Hierro. También contiene pantallas interactivas y una sala de conferencias.
Der Schliemann-Saal (Sala 2) alberga hallazgos de la Edad del Hierro y bronce del Mediterráneo, Asia Occidental, Central y China. También contiene una colección de antigüedades chipriotas de rango internacional.

### Sala Edad de Piedra y del Bronce
La sala de la Edad de Piedra y la Edad del Bronce (Sala 3) muestra hallazgos europeos de esos períodos. Las exhibiciones incluyen hallazgos de los sitios paleolíticos de Combe Capelle y Le Moustier, arte de la Edad de Hielo y el desarrollo de herramientas paleolíticas y mesolíticas. También presenta las culturas neolíticas de Europa desde la cerámica lineal hasta la "campaniforme". La colección de la Edad del Bronce incluye material que ilustran el desarrollo de la metalurgia y del culto funerario. Abarca desde Europa Occidental hasta el norte de Alemania y Escandinavia, así como hacia Europa Central Oriental, los Alpes y la región del Danubio e incluso el norte de Italia.

### Goldsaal
La Sala de Oro (Sala 4) contiene valiosos hallazgos individuales de metal de la Edad de Bronce (el Sombrero de Oro de Berlín, sin embargo, ahora forma parte del Museo Neues, que fue reabierto en 2009).
La sala 5 está dedicada al período comprendido entre la Edad del Hierro y la Edad Media. Comienza con hallazgos de la cultura Hallstatt de los Alpes y la coraza Sticna, seguidos por material celta, germánico y romano. La Edad Media se documenta mediante la exhibición de monedas, ropa, armamento y otros hallazgos.